# Rama principal

Rama principal de arg(z)

En matemáticas, una rama principal es una función que selecciona una rama ("segmento") de una función multivaluada. La mayoría de las veces, esto se aplica a las funciones definidas en el plano complejo.

## Ejemplos

### Inversas trigonométricas
Las ramas principales se utilizan en la definición de muchas funciones trigonométricas inversas, como la selección para definir que
{\displaystyle \arcsin :[-1,+1]\rightarrow \left[-{\frac {\pi }{2}},{\frac {\pi }{2}}\right]}
o esta otra
{\displaystyle \arccos :[-1,+1]\rightarrow [0,\pi ]}.

### Exponenciación a potencias fraccionarias
Una función de rama principal más familiar, limitada a números reales, es la de un número real positivo elevado a la potencia de 1/2.
Por ejemplo, tamando la relación y = x1/2, donde x es cualquier número real positivo.
Esta relación puede satisfacerse con cualquier valor de y igual a una raíz cuadrada de x (positiva o negativa). Por convención, √x se usa para denotar la raíz cuadrada positiva de x.
En este caso, la función raíz cuadrada positiva se toma como la rama principal de la relación de múltiples valores x1/2.

### Logaritmos complejos
Una forma de ver una rama principal es analizar específicamente la función exponencial y el logaritmo, como se define en análisis complejo.
La función exponencial es de un solo valor, donde ez se define como:
{\displaystyle e^{z}=e^{a}\cos b+ie^{a}\sin b}
donde {\displaystyle z=a+ib}.
Sin embargo, la naturaleza periódica de las funciones trigonométricas involucradas deja en claro que el logaritmo no está determinado de manera tan única. Una forma de ver esto es tener en cuenta que:
{\displaystyle \operatorname {Re} (\log z)=\log {\sqrt {a^{2}+b^{2}}}}
y
{\displaystyle \operatorname {Im} (\log z)=\operatorname {atan2} (b,a)+2\pi k}
donde k es cualquier número entero y atan2 continúa los valores de la función arctan(b/a) de su rango de valor principal {\displaystyle (-\pi /2,\;\pi /2]}, correspondiente a {\displaystyle a>0} en el rango de valor principal de la función arg(z) {\displaystyle (-\pi ,\;\pi ]}, que cubre los cuatro cuadrantes en el plano complejo.
Cualquier número log z definido por tales criterios tiene la propiedad de que elog z = z.
De esta manera, la función logaritmo es una función multivaluada (a menudo denominado "multifunción" en el contexto del análisis complejo). Un corte de rama, generalmente en el eje real negativo, puede limitar la parte imaginaria para que se encuentre entre −π y π. Estos son los  valores principales elegidos.
Esta es la rama principal de la función logaritmo. A menudo se define con una letra mayúscula, Log z.